# Pluridens
Pluridens ("muchos dientes") es un género extinto de lagarto marino perteneciente a la familia Mosasauridae. Pluridens se sitúa en la subfamilia Halisaurinae con los géneros Phosphorosaurus, Eonatator y Halisaurus. En comparación con los halisaurinos relacionados, Pluridens tenía mandíbulas más largas con más dientes y ojos más pequeños. También creció a un tamaño mayor, quizás 8 o 9 metros en algunos individuos. Las mandíbulas de algunos ejemplares son robustas, y en ocasiones muestran heridas que sugieren combates. Las mandíbulas pueden haber sido utilizadas para pelear por parejas o territorios.
Pluridens vivió en los mares poco profundos de África Occidental durante las épocas del Campaniano tardío al Maastrichtiano. Se conocen tres especies, P. walkeri, P. calabaria y P. serpentis. P. walkeri se conoce del Maastrichtiano del suroeste de Níger, mientras que P. calabaria se encuentra en depósitos ligeramente más antiguos (del Campaniano tardío) en Nigeria. P. serpentis se encontró en depósitos de Maastrichtiano en Marruecos. Pluridens fue sinónimo brevemente con Halisaurus por Lindgren y Siverson (2005), pero estudios posteriores rechazaron la sinonimia.

## Descripción

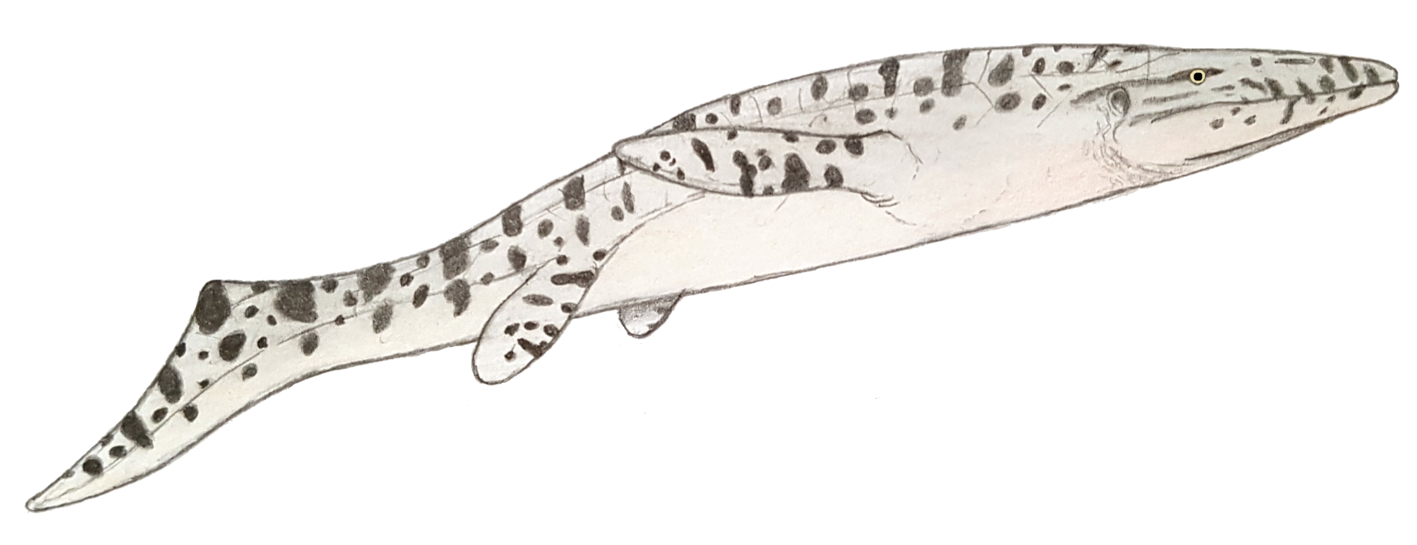
Recosntrucción especulativa de P. walkeri, con base en el mosasáurido relacionado Halisaurus

Pluridens era un mosasáurido moderadamente grande de aproximadamente 5 metros de largo, asumiendo que las proporciones del dentario y el resto del animal coinciden con las de Halisaurus. Una característica que separa a Pluridens no solo del resto de los halisaurinos, sino del resto de los mosasáuridos en general es su número inusualmente alto de dientes, los dentarios asignados al género conservan casi el doble de la cantidad de dientes que se encuentran en la mayoría de los otros géneros de mosasáuridos. Además, el dentario de Pluridens también tiene uno de los perfiles más esbeltos entre los mosasaurios; el único género que tiene un dentario similarmente estrecho es el mosasaurino Plotosaurus. Esta combinación de características indica un nicho de alimentación y un estilo de vida únicos entre los mosasáuridos.

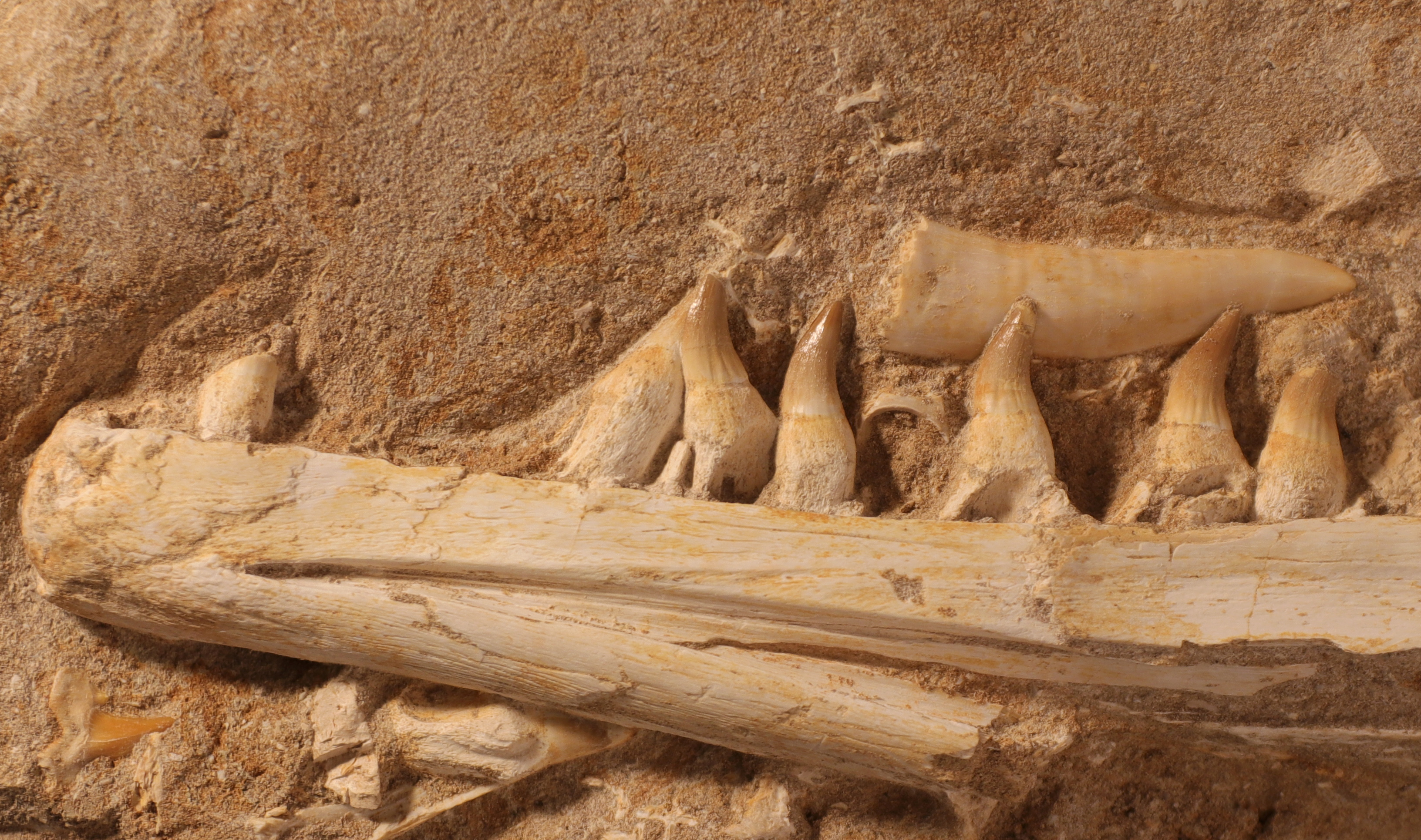
Dientes de la mandíbula de P. serpentis

El dentario poco profundo y los dientes pequeños de Pluridens probablemente se alargaron en relación con el resto de la cabeza para permitir alojar la enorme batería de dientes. Debido a que la fuerza ejercida por el maxilar inferior al morder contra el maxilar superior disminuiría con la distancia desde la articulación, los dientes anteriores habrían sido ineficaces para morder y aplastar. Lingham-Soliar (1998) comparó el estilo de vida y la alimentación de Pluridens con la de los ictiosaurios, particularmente los ictiosaurios tempranos como Temnodontosaurus y Leptonectes.
Lingham-Soliar (1998) enumeró las siguientes características inequívocas para el género: "Dentario muy largo y delgado, sección transversal anterior casi circular que se extiende hasta la punta. Más de veintiocho dientes en el dentario, muy juntos. Coronas dentales cortas, sin carinas distinguibles, superficie anterior ancha y lisa, crenaciones posteriores delgadas, facetas anchas ligeramente discernibles, puntas recurvadas posteriormente; dientes de tamaño prácticamente uniforme a lo largo de la mayor parte del ramo dental; los dientes de reemplazo emergen mediales a las coronas de los dientes maduros; fosas de reabsorción en el lado lingual medio de la base del diente".

## Clasificación

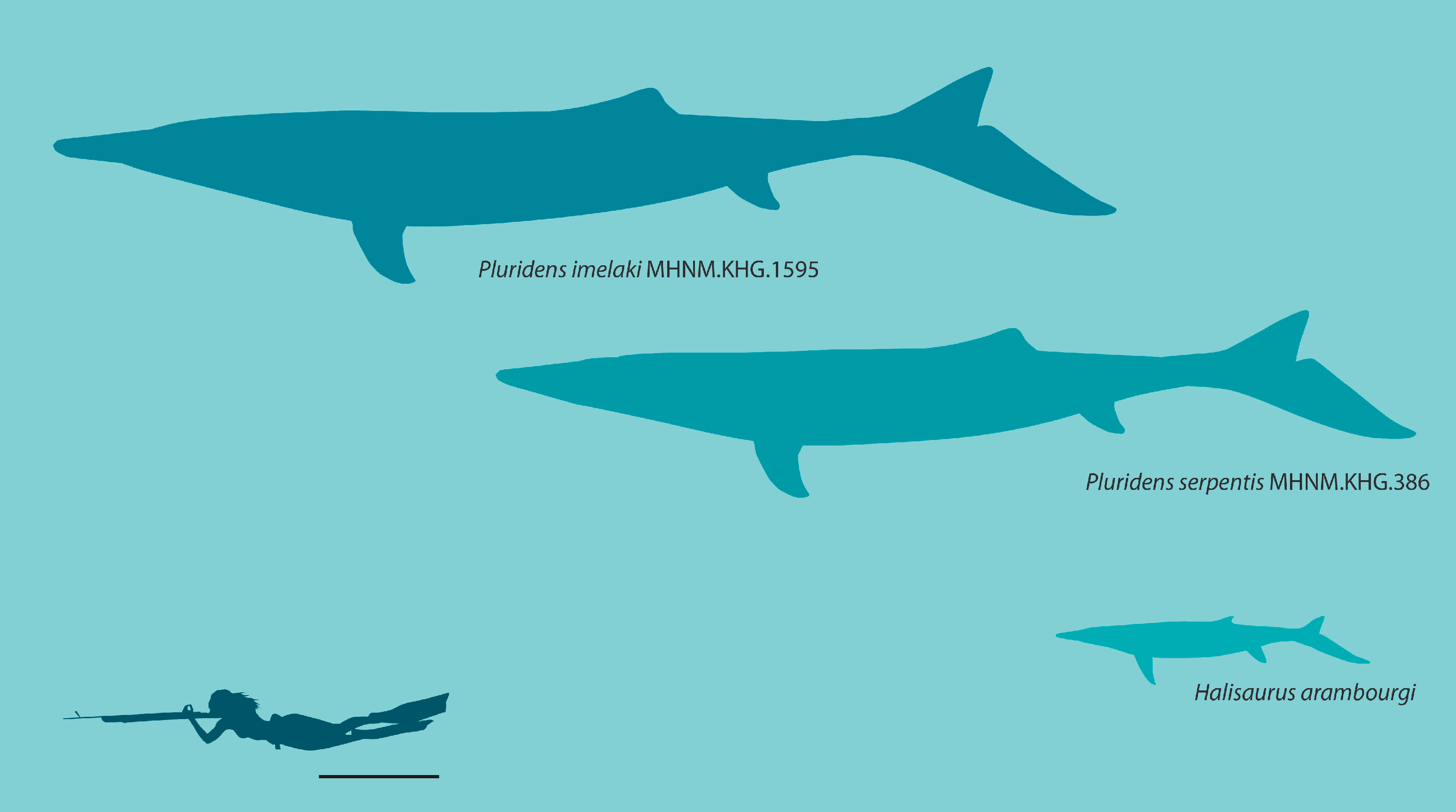
Comparación de tamaño de P. serpentis y Halisaurus

La cantidad inusualmente alta de dientes presentes en los dentarios de ambas especies de Pluridens inicialmente dificultó la asignación inmediata de una clasificación a nivel de subfamilia. Lingham-Soliar (1998) señaló que la combinación única de características (por ejemplo, el alto número de dientes y una forma de diente única) normalmente daría como resultado la creación de una subfamilia completamente nueva, pero no creó una nueva subfamilia debido a al estado sumamente fragmentario de los restos. Lindgren y Siverson (2005) consideraron que muchas de las características únicas de Pluridens son compartidas con Halisaurus y reasignaron a P. walkeri como Halisaurus walkeri. La sinonimia del género fue rechazada por autores posteriores, aunque las similitudes entre los géneros y el descubrimiento de vértebras claramente halisaurinas en Níger permitieron que el género fuera firmemente situado dentro de Halisaurinae. Por lo tanto, Pluridens es ahora considerado como un halisaurino altamente derivado.

### Especies y especímenes
Se ha descrito a tres especies, Pluridens walkeri del Maastrichtiano temprano de Níger, P. calabaria del Campaniano de Nigeria, y P. serpentis del Maastrichtiano tardío de Marruecos. 
El espécimen tipo de P. walkeri es BMNH R14153, un dentario casi completo recuperado de la Formación Farin-Doutchi cerca del Monte Ilatarda, en Níger. 
Lingham-Soliar (1998) también asignaron a BMNH R9804, un dentario parcial con dientes mal preservados (uno de los cuales está casi completo) de la Formación Nkporo cerca de Calabar en el sur de Nigeria, a P. walkeri. El espécimen nigeriano BMNH R9804 fue reasignado a su propia especie por Longrich (2016) ya que carece de muchos de los rasgos derivados que caracterizan a P. walkeri, como el número elevado de dientes y el extremado alargamiento del dentario. El dentario de Calabar además carece del extremo abultamiento lateral y la sección casi circular del dentario y la fuerte expansión transversal de las tecas dentales, ambos rasgos que están presentes en BMNH R14153. Longrich (2016) nombró a la nueva especie Pluridens calabaria. Puede haber sido un ancestro directo de P. walkeri.
La tercera especie, Pluridens serpentis, fue descrita de los depósitos de fosfatos del Maastrichtiano de Marruecos en 2021. Es la especie con restos más completos conocidos, estando representada por dos cráneos y varias mandíbulas.